# Parete
Parete is een gemeente in de Italiaanse provincie Caserta (regio Campanië) en telt 12.097 inwoners (31-03-2022). De oppervlakte bedraagt 5,7 km², de bevolkingsdichtheid is 2065 inwoners per km².

## Demografie
Parete telt ongeveer 3770 huishoudens. Het aantal inwoners steeg in de periode 1991-2001 met 14,4% volgens cijfers uit de tienjaarlijkse volkstellingen van ISTAT.
| Jaar | Inwoneraantal |
| ---- | ------------- |
| 1991 | 9026          |
| 2001 | 10.325        |

## Geografie
Parete grenst aan de volgende gemeenten: Giugliano in Campania (NA), Lusciano, Trentola-Ducenta.